# Gabriella Verrasztó
Gabriella Verrasztó (* 25. Oktober 1961 in Budapest) ist eine ehemalige ungarische Schwimmsportlerin und Triathletin.
Bei den Olympischen Spielen 1976 in Montreal belegte sie als Vierzehnjährige über 100 m Rücken im zweiten Vorlauf in 1:06,27 Minuten Platz drei (Gesamt-17.) hinter der für das Semifinale qualifizierten Australierin Michelle de Vries (1:06,22) und der späteren Bronzemedaillengewinnerin Nancy Garapick (Kanada, 1:03,28).
Über 200 m reichte es in Vorlauf Nummer eins zum 5. Platz (Gesamt-16., 2:23,36). Beide Wettbewerbe dominierten die DDR-Athletinnen Ulrike Richter und Birgit Treiber.
Gabriella Verrasztó wurde von 1975 an vier Jahre in Folge zur Schwimmsportlerin des Jahres in Ungarn gewählt. Sie ist die Schwester des fünf Jahre älteren, zweimaligen Weltmeisters über 200 m Rücken und Silbermedaillengewinners von Moskau 1980, Zoltán Verrasztó.